# Parachironomus mirim
Parachironomus mirim är en tvåvingeart som beskrevs av Spies, Fittkau och Reiss 1994. Parachironomus mirim ingår i släktet Parachironomus och familjen fjädermyggor. Inga underarter finns listade i Catalogue of Life.